# Brachiopod Mountain
Brachiopod Mountain är ett berg i Kanada.   Det ligger i provinsen Alberta, i den centrala delen av landet, 3 000 km väster om huvudstaden Ottawa. Toppen på Brachiopod Mountain är 2 667 meter över havet.
Terrängen runt Brachiopod Mountain är bergig söderut, men norrut är den kuperad.Trakten runt Brachiopod Mountain är nära nog obefolkad, med mindre än två invånare per kvadratkilometer.. Närmaste större samhälle är Lake Louise, 10,9 km sydväst om Brachiopod Mountain. 
Trakten runt Brachiopod Mountain består i huvudsak av gräsmarker.